# اولانشیتو
اولانشیتو (به اسپانیایی: Olanchito) یک منطقهٔ مسکونی در هندوراس است که در استان یورو واقع شده‌است. اولانشیتو ۲٬۰۲۸ کیلومتر مربع مساحت و ۱۰۸٬۴۲۲ نفر جمعیت دارد.